# We're Here with You
We're Here with You è il secondo album in studio del gruppo musicale statunitense Julien-K, pubblicato il 23 gennaio 2012 dalla Tiefdruck-Musik.

## Descrizione
Come quanto accaduto con il precedente album, i Julien-K hanno avuto modo di collaborare con diversi artisti alla composizione e alla produzione di We're Here with You, appartenenti perlopiù alla musica elettronica. Le collaborazioni incluse nel disco hanno visto musicisti come Z-Listers, Motor, Sharooz, DJ Hyper, Benjamin Vial e Sam Vandal.
Si tratta inoltre dell'unico album registrato con il batterista Frank Zummo, subentrato a Elias Andra.

## Promozione
Per promuovere l'album, il gruppo ha deciso di rendere disponibile per il download gratuito un brano intitolato The Hunting (missata da Jay Baumgardner), a tutti coloro che parteciparono a un gioco virtuale chiamato The Hunt. Per completare la seconda parte del gioco, i fan dovevano fare in modo che The Hunting dovesse essere ascoltata da almeno mille ascoltatori e che dovesse raggiungere i 10.000 ascolti totali su Last.fm, in modo da poter sbloccare un altro brano escluso da Were Here with You, ovvero Everyone Knows. Su quest'ultimo brano, il chitarrista Amir Derakh ha affermato che si trattava del primo brano in assoluto registrato dal gruppo (allora costituito soltanto da Derakh stesso e dal frontman Ryan Shuck) e che la demo pubblicata è rimasta immutata dalla sua prima registrazione avvenuta nel 2004.
Il primo singolo effettivo dell'album, Breakfast in Berlin, è stato pubblicato per il download digitale il 30 dicembre 2011.
L'11 settembre 2013 è stata pubblicata una versione deluxe dell'album comprendente tre brani inediti, alcuni remix e i video dei singoli estratti, con l'aggiunta di quelli dei brani We're Here with You e Flashpoint Riot. Tale versione è stata tuttavia rimossa e ripubblicata un anno dopo senza la presenza dei videoclip (ad eccezione di quello per Cruel Daze of Summer).
Il 3 dicembre 2014 il gruppo ha annunciato attraverso Facebook la pubblicazione fisica della versione deluxe, suddivisa in due CD.

## Tracce
Testi e musiche di Ryan Shuck, Amir Derakh e Anthony Valcic, eccetto dove indicato.

### Edizione standard
1. We're Here with You – 4:57 (Bryan Black, Olivier Grasset, Amir Derakh, Ryan Shuck, Anthony Valcic)
2. Surrounded by Cowards – 4:27 (Amir Derakh, Ryan Shuck, Anthony Valcic, Benjamin Vial)
3. Cruel Daze of Summer – 6:23 (Amir Derakh, Ryan Shuck, Anthony Valcic, Adam Bambrough, Rob Peckham)
4. Breakfast in Berlin – 4:15 (Shahrooz Raoofi, Amir Derakh, Ryan Shuck, Anthony Valcic)
5. Palm Springs Reset – 5:03
6. Colorcast – 4:43
7. Close Continuance – 4:43
8. Nights of Future Past – 5:24 (Sam Evans, Ryan Shuck, Amir Derakh, Anthony Valcic)
9. Flashpoint Riot – 4:36 (Guy Hatfield, Amir Derakh, Ryan Shuck, Anthony Valcic)
10. I'll Try Not to Destroy You – 5:00

Tracce bonus nell'edizione deluxe di iTunes
1. Dregs of the World (WHWY Mix) – 4:48 (Ryan Shuck, Amir Derakh, Anthony Valcic, Brandon Belsky)
2. Whore (Julian Kaye Version) – 5:01 (David Ziebarth, Tyson Ziebarth, Ryan Shuck, Amir Derakh, Anthony Valcic)
3. 1000 Years of Destruction – 4:59 (Francesco Spazzoli, Cristian Camporesi, Amir Derakh, Anthony Valcic, Ryan Shuck)
4. Colorcast (Decode Radio Remix) – 5:46
5. Breakfast in Berlin (LA-Ex Remix) – 4:46 (Shahrooz Raoofi, Amir Derakh, Ryan Shuck, Anthony Valcic)
6. Palm Springs Reset (Battle Tapes Remix) – 4:32
7. I'll Try Not to Destroy You (Forums Remix) – 5:08
8. Nights of Future Past (Polar Moon Remix) – 5:40 (Sam Evans, Ryan Shuck, Amir Derakh, Anthony Valcic)
9. We're Here with You (Craig Williams Remix) – 5:16 (Bryan Black, Olivier Grasset, Amir Derakh, Ryan Shuck, Anthony Valcic)
10. Breakfast in Berlin (The Handclap Situation Remix) – 7:07 (Shahrooz Raoofi, Amir Derakh, Ryan Shuck, Anthony Valcic)
11. Breakfast in Berlin (Video) – 4:16 (Shahrooz Raoofi, Amir Derakh, Ryan Shuck, Anthony Valcic) – rimossa nella riedizione
12. Flashpoint Riot (Video) – 4:36 (Guy Hatfield, Amir Derakh, Ryan Shuck, Anthony Valcic) – rimossa nella riedizione
13. We're Here with You (Video) – 4:58 (Bryan Black, Olivier Grasset, Amir Derakh, Ryan Shuck, Anthony Valcic) – rimossa nella riedizione
14. Cruel Daze of Summer (Video) – 6:42 (Amir Derakh, Ryan Shuck, Anthony Valcic, Adam Bambrough, Rob Peckham)

### Edizione deluxe
CD 1
1. We're Here with You – 4:57 (Bryan Black, Olivier Grasset, Amir Derakh, Ryan Shuck, Anthony Valcic)
2. Surrounded by Cowards – 4:27 (Amir Derakh, Ryan Shuck, Anthony Valcic, Benjamin Vial)
3. Cruel Daze of Summer – 6:23 (Amir Derakh, Ryan Shuck, Anthony Valcic, Adam Bambrough, Rob Peckham)
4. Breakfast in Berlin – 4:15 (Shahrooz Raoofi, Amir Derakh, Ryan Shuck, Anthony Valcic)
5. Palm Springs Reset – 5:03
6. Colorcast – 4:43
7. Close Continuance – 4:43
8. Nights of Future Past – 5:24 (Sam Evans, Ryan Shuck, Amir Derakh, Anthony Valcic)
9. Flashpoint Riot – 4:36 (Guy Hatfield, Amir Derakh, Ryan Shuck, Anthony Valcic)
10. I'll Try Not to Destroy You – 5:00
11. Dregs of the World (WHWY Mix) – 4:48 (Ryan Shuck, Amir Derakh, Anthony Valcic, Brandon Belsky)
12. Whore (Julian Kaye Version) – 5:01 (David Ziebarth, Tyson Ziebarth, Ryan Shuck, Amir Derakh, Anthony Valcic)
13. 1000 Years of Destruction – 4:59 (Francesco Spazzoli, Cristian Camporesi, Amir Derakh, Anthony Valcic, Ryan Shuck)

CD 2
1. Colorcast (Decode Radio Remix) – 5:46
2. Breakfast in Berlin (LA-Ex Remix) – 4:46 (Shahrooz Raoofi, Amir Derakh, Ryan Shuck, Anthony Valcic)
3. Palm Springs Reset (Battle Tapes Remix) – 4:28
4. I'll Try Not to Destroy You (Forums Remix) – 5:08
5. Nights of Future Past (Polar Moon Remix) – 5:36 (Sam Evans, Ryan Shuck, Amir Derakh, Anthony Valcic)
6. We're Here with You (Craig Williams Remix) – 5:16 (Bryan Black, Olivier Grasset, Amir Derakh, Ryan Shuck, Anthony Valcic)
7. Breakfast in Berlin (The Handclap Situation Remix) – 7:07 (Shahrooz Raoofi, Amir Derakh, Ryan Shuck, Anthony Valcic)

## Formazione
Gruppo
- Ryan Shuck – voce, chitarra, sintetizzatore, cori (traccia 9)
- Amir Derakh – chitarra, programmazione, sintetizzatore, cori (traccia 9)
- Anthony "Fu" Valcic – programmazione, sintetizzatore, cori (traccia 9)
- Frank Zummo – batteria
- Eli James – batteria[8]

Altri musicisti
- Motor – programmazione e sintetizzatori aggiuntivi (traccia 1)
- Benjamin Vial – programmazione aggiuntiva (traccia 2)
- Brandon Belsky – drum machine aggiuntiva (tracce 2, 10), programmazione aggiuntiva (traccia 11)
- Elias Rodriguez – drum machine aggiuntiva (tracce 2, 3, 7, 10 e 11)
- The Z-Listers – programmazione e sintetizzatori aggiuntivi (traccia 3)
- Shahrooz Raoofi – basso, programmazione aggiuntiva (traccia 4)
- Vandal – programmazione e sintetizzatori aggiuntivi (traccia 8)
- Guy Hatfield – programmazione e sintetizzatori aggiuntivi (traccia 9)
- Ryan Holt – cori (traccia 9)
- David Ziebarth – voce aggiuntiva (traccia 12)
- Franz & Shape – programmazione e sintetizzatori aggiuntivi (traccia 13)

## We're Here with You (Remixes)
Il 13 marzo 2012 il gruppo ha pubblicato We're Here with You (Remixes), un EP costituito da sei remix di altrettanti brani contenuti in We're Here with You.

### Tracce
1. Flashpoint Riot (Neon Stereo Remix) – 5:29 (Guy Hatfield, Amir Derakh, Ryan Shuck, Anthony Valcic)
2. Breakfast in Berlin (Sharooz Remix) – 5:26 (Shahrooz Raoofi, Amir Derakh, Ryan Shuck, Anthony Valcic)
3. Nights of Future Past (Vandal Remix) – 7:17 (Sam Evans, Ryan Shuck, Amir Derakh, Anthony Valcic)
4. We're Here with You (Black Asteroid Remix) – 5:09 (Bryan Black, Olivier Grasset, Amir Derakh, Ryan Shuck, Anthony Valcic)
5. Surrounded by Cowards (Benjamin Vial Remix) – 6:42 (Amir Derakh, Ryan Shuck, Anthony Valcic, Benjamin Vial)
6. Cruel Daze of Summer (Z-Listers Remix) – 7:10 (Amir Derakh, Ryan Shuck, Anthony Valcic, Adam Bambrough, Rob Peckham)